# Кощеевская
Кощеевская — деревня в Коношском районе Архангельской области. Входит в состав Тавреньгского сельского поселения.

## География
Находится в юго-западной части Архангельской области на расстоянии приблизительно 42 км на восток-юго-восток по прямой от административного центра района поселка Коноша на левобережье речки Тавреньга.

## История
В 1859 году здесь (деревня Вельского уезда Вологодской губернии) было учтено 25 дворов.

## Население
Численность населения: 214 человек (1859 год), 132 (русские 100 %) в 2002 году, 97 в 2010.